# Color (együttes)
A Color magyar rockegyüttes 1975-ben alakult Debrecenben, kétszeri névváltoztatást követően, a korábbi BOKOR  és DOTE együttes tagjaiból.

## Története
Az 1960-as évek végén három fivér, Bokor Gyula (billentyűs hangszerek, ének), Bokor Tibor (basszusgitár, gitár, ének) és Bokor Attila (dobok, ének) megalapította a BOKOR  nevű együttest. Később ebből lett a DOTE, a Debreceni Orvostudományi Egyetem zenekara. (Bokor Gyula és fivére, Tibor ezen az egyetemen szerzett orvosi diplomát.)
1976-ban a Panta Rheibe távozó Szalai András gitáros helyére Lámer Emil került, és csatlakozott az együtteshez Pólya László csellista, s ezen a ponton az együttes fölvette a COLOR nevet.
1976-ban az együttes megnyert egy országos amatőr zenekarok versenyt. 1977-ben a Color megnyerte a Ki mit tud?-ot  (többek között a Ikaruszi zuhanás című dallal) és ugyanebben az évben a Metronóm ’77-en második helyezést ért el (Fényes kövek). A Magyar Hanglemezgyártó Vállalat – Hungaroton – nagylemez felvételére kérte fel őket. Így ez a debreceni együttes volt az első vidéki zenekar, amely képes volt a kizárólag Budapestre centralizált könnyűzenei szakmába betörni.
A Color valóban új színfolt volt a magyar zenei világban: progresszív, melodikus, szimfonikus rock, sok hangszeres betéttel és kitűnő vokálokkal.
1978-ban az együttes tagjai elvállalták Szűcs Judith nagylemezének hangszerelését és zenei kíséretét. Ugyanez év szeptemberében megjelent az első, Color című albumuk, rajta Gulyás Péter Pál költő és Bokor Gyula dalszövegeivel. (A későbbi zenék szövegeit mind Gyula írta és a zenék 90%-át továbbra is Tibor szerezte.) A stúdiómunkák és a koncertek mellett a Magyar Televízió elkészített velük egy 50 perces műsort Panoptikum címmel. Ez évben Svédországban is turnéztak, ahonnan Pólya László már nem tért vissza.
1979-ben turnék sora következett a Szovjetunióban, Romániában, Csehszlovákiában, az NDK-ban és Lengyelországban.
1980-ban Lámer Emil helyét Felkai Miklós (gitár, ének) töltötte be. Megjelent a második kislemezük, amin az 1980-as Tessék választani!-n bemutatott Vallomás c. dal hallható. Részt vettek a nyári Made in Hungaryn is, melyen A bohóc című dalt adták elő, mely kislemezen jelent meg. Elkészült néhány kiadatlan rádiófelvételük is: Jöhet egy új felvonás, Úgyis kiderül. A kislemezek dalaiból és a rádiófelvételekből 1980. november 6-án az Egymillió fontos hangjegy c. tévéműsorban is játszottak. 1981-től az együttes zenéjében a west coast zenei stílus jegyei is megtalálhatók. Ekkor már az együttes minden tagja Budapesten él.
1982-ben Új színek címmel megjelent a második nagylemezük, rajta a legsikeresebb dal, a Féltelek. A lemez szinte valamennyi dala sláger lett: Meséltél, Úgy kell, Bűvös kocka, Arról jöttem én, stb., és megjelent rajta az 1980-as Jöhet egy új felvonás c. dal újabb feldolgozása is.
1982-ben Bokor Attila az akkori feleségével Bánfalvy Ágnes színésznővel – az akkori szóhasználatban 'disszidáltak' – és elhagyták Magyarországot. Először Svédországba, majd Franciaországba, később az Amerikai Egyesült Államokba távoztak. A dobos és az Attila hangja nélkül maradt együttesbe először Király Tamás (Universal) ugrott be néhány hónapig koncertekre, de a harmadik nagylemez felvételére őt állandó tagként Varga Endre váltotta fel. (A lemez felvételein és a későbbi koncerteken Stark Ferenc is közreműködött második billentyűsként mint session zenész.)
1984-ben Bokor Gyula és Tibor is az Egyesült Államokba távozott. Az egyik (kisebb) ok: a magyar hatóságok megtiltották, hogy az együttes eleget tegyen egy svéd visszahívásnak. A Color ezen a ponton megszűnt. Távozásuk miatt a már felvett Color 3 album politikai okokból akkor nem jelenhetett meg. 1999-ben lett kiadva.
1985-ben Felkai Miklós Super Color néven még koncertezett, de végül ez a formáció is megszűnt.
Az alapító tagok közül Bokor Gyula és Tibor orvosként helyezkedett el az Egyesült Államokban. Attila először a Columbia Egyetemen végzett filmrendezői szakon, majd a University of California hallgatója lett, ahol film- és televíziórendezői, valamint produceri mesterdiplomát szerzett. 1993-ban visszatért Magyarországra, és filmrendezőként, producerként dolgozott.
Többször felmerült egy Color újjáalakulás lehetősége, de a nagy távolságok és különböző karrierek ezt nem tették lehetővé. 
Bokor Tibor 2021. december 2-án tragikus hirtelenséggel elhunyt.

## Diszkográfia

### Nagylemezek
- Color (1978)
- Új színek (1982)
- Color 3. (1984-es felvétel, 1999-es kiadás)

### Kislemezek
- 1977: Fényes kövek
- 1980: Vallomás
- 1980: A bohóc

### Kiadatlan dalok
- 1977: Nem így képzeltem[6]
- 1977: Vágytam
- 1980: Úgyis kiderül